# Delroy Carty
Pour les articles homonymes, voir Carty.
Delroy Carty, né en 3 août 1991, est un coureur cycliste anguillais.

## Biographie
Cycliste amateur, Delroy Carty est l'ambassadeur de marque d'ANGLEC, une société anguillaise de production et de fourniture d'électricité. Sous les couleurs de son pays natal, il participe aux Jeux du Commonwealth en 2022, ou encore à diverses éditions des championnats panaméricains. Il termine également septième de l'épreuve chronométrée aux championnats de la Caraïbe en 2023. 
Lors de la saison 2025, il devient double champion national d'Anguilla chez les élites, dans la course en ligne et le contre-la-montre. Il s'impose par ailleurs sur une course disputée à Antigua-et-Barbuda.

## Palmarès et résultats

### Par année
- 2021
  - 2e de la John T. Memorial Race
- 2022
  - 2e de la John T. Memorial Race
- 2023
  - 2e de la John T. Memorial Race
- 2025
  -  Champion d'Anguilla sur route
  -  Champion d'Anguilla du contre-la-montre
  - ABWU Invitational Race
  - 3e de la JTMRW Classic

### Classements mondiaux
| Année            | 2023 |
| ---------------- | ---- |
| UCI America Tour | 432e |